# Aloe verrucosa
Aloe verrucosa é uma espécie de liliopsida do gênero Aloe, pertencente à família Asphodelaceae.